# 이동평균 모델
이동평균 모델(Moving-average model, MA 모델) 또는 이동평균 프로세스(moving-average process)는 시계열 분석에서 일변량 시계열을 모델링하기 위한 일반적인 접근 방식이다. 이동 평균 모델은 출력 변수가 그 자체와 동일하지 않은 임의 변수와 상호 상관되어 있음을 규정한다.
자기회귀(AR) 모형과 함께 이동평균 모델은 더 복잡한 확률적 구조를 갖는 보다 일반적인 시계열 ARMA 및 ARIMA 모델의 특별한 경우이자 핵심 구성 요소이다. AR 모델과 달리 유한 MA 모델은 항상 고정되어 있다.
이동평균 모델은 일부 유사성에도 불구하고 서로 다른 개념인 이동평균과 구별한다.

## 같이 보기
- 자기회귀누적이동평균
- 자기회귀모형